# Armadillidium chazaliei
Armadillidium chazaliei är en kräftdjursart som beskrevs av Dollfus 1896. Armadillidium chazaliei ingår i släktet Armadillidium och familjen klotgråsuggor. Inga underarter finns listade i Catalogue of Life.